# Antoine de Vaudémont
Antoine de Vaudémont, né vers 1400 et mort le 22 mars 1458 fut comte de Vaudémont et sire de Joinville de 1418 à 1458. Par mariage, il fut aussi comte d'Aumale et baron d'Elbeuf de 1452 à 1458.

## Biographie
Il était fils de Ferry Ier de Vaudémont et de Marguerite de Joinville, et le petit-fils du duc Jean.
Il épouse le 12 août 1416 Marie d'Harcourt (1398-1476), comtesse titulaire d'Harcourt, comtesse d'Aumale, baronne d'Elbeuf, dame d'Aarschot, fille de Jean VII, comte d'Harcourt, d'Aumale et baron d'Elbeuf, et de Marie d'Alençon. Ils eurent comme enfants :
- Ferry II (1428-1470), comte de Vaudémont et sire de Joinville ;
- Jean VIII († 1473), comte d'Aumale et baron d'Elbeuf ;
- Henri († 1505), évêque de Thérouanne (1447-1484), puis de Metz (1484-1505) ;
- Marguerite de Lorraine (vers 1420 † vers 1474), dame d'Aerschot et de Bierbeke (décédée avant 1474), mariée en 1432 à Antoine Ier le Grand de Croÿ ;
- Marie († 1455), mariée en 1450 à Alain IX († 1462), vicomte de Rohan.

Il eut également comme enfants illégitimes :
- Jean, bâtard de Vaudémont († 1509), fils d'une maîtresse inconnue, légitimé par Charles VIII le 20 mai 1488, lieutenant-général de l'armée vénitienne (1483), seigneur de Damvillers (1488), de Florennes et de Pesche (1494) ; époux de Marie-Isabelle de la Marck ;
- Pierrette de Saint-Belin, fille d'Isabeau de Saint-Belin et épouse de François Contant, seigneur de Moranville.

Ne cachant pas sa volonté d'hériter du duché de Lorraine à la mort de son oncle Charles II de Lorraine, qui n'a que des filles, il se brouille avec lui et ce dernier le déshérite en 1425. Charles II attaque ses domaines, mais Antoine s'allie à Philippe III le Bon, duc de Bourgogne.
En 1431, après la mort de Charles II, Antoine attaque le nouveau duc René d'Anjou, duc de Bar et gendre de Charles II, et le 1er juillet 1431 le bat à Bulgnéville et le fait prisonnier. De longues tractations suivront, car l'empereur Sigismond Ier soutient René et refuse de voir Antoine, allié du duc Philippe III de Bourgogne dont il redoute les ambitions, accéder au duché. Finalement, par traité du 27 mars 1441, Antoine renonce au duché, en échange de l'indépendance de son comté, et le fils d'Antoine est fiancé à la fille de René, Yolande. Ce mariage permettra au petit-fils d'Antoine et de René d'Anjou, René II, d'hériter des duchés de Lorraine et de Bar une trentaine d'années plus tard en 1473.
Antoine participa aussi à quelques guerres seigneuriales locales.